# Trichonta terminalis
Trichonta terminalis är en tvåvingeart som först beskrevs av Walker 1856.  Trichonta terminalis ingår i släktet Trichonta och familjen svampmyggor. Arten är reproducerande i Sverige. Inga underarter finns listade i Catalogue of Life.